# Сао Пауло (щат)
 Тази статия е за щата в Бразилия.  За града вижте Сао Пауло.  
Сао Пауло (на португалски: São Paulo, изговаря се по-близко до Сау Паулу) е един от 26-те щата на Бразилия. Столицата му е едноименния град Сао Пауло. Сао Пауло е с площ от 248 209,47 кв. км и население от 41 055 734 души (2006).

## Административно деление
Щата е поделен на 15 района, 63 микрорайона и 645 общини.

## Население
41 055 734 души (2006)
Расов състав:
- бели – 28 814 000 души (70,0%)
- мулати – 9 879 000 души (24,0%)
- чернокожи – 2 058 000 души (5,0%)
- индианци и азиатци – 411 000 души (1,0%)

## Икономика
Щатът дава 1/3 от БВП на Бразилия. Водещи отрасли в икономиката на щата са: машиностроене, автомобилостроене, авиостроене, текстилна и хранително-вкусова промишленост (производство на захар, кафе и цитросуви плодове), развит е също третичният сектор.

## Галерия
- Сао Пауло
- Гуарулюс
- Осаско

- Риберау Прету
- Сантус